# Капри
Капри је италијанско острво. На острву се налази и град истога имена. Налази се на јужној страни Напуљског залива крај Сорентинског полуострва. Капри је још од римских времена био чувен по својим лепотама. Острво има 10,4 квадратна километра и 14,143 становника. На острву се налази Капри и насеље Анакапри. Од друге половине 19. века Капри је постао популарно одредиште европских уметника, књижевника и других славних личности.
Ово монденско летовалиште привлачи туристе из читавог света због свог историјског значаја, необичног рељефа, раскошне природе и изузетно пријатне климе. Капри је саткан од снова, сјаја, луксуза и гламура. Још су га Римски императори бирали за своје уточиште, а Тиберије је одавде владао империјом последњих година свог живота. Ово чудесно острво инспирација је многих уметника, сликара, глумаца и песника, а у вили Круп још увек се налази писаћи сто за којим је Максим Горки писао свој роман Мати. Овде га је посећивао и Лењин. Плава пећина је једна од најатрактивнијих локација Каприја. Белина кречњака и плаветнило мора, игра светлости и таме, мора и копна, инспирисали су бројне сликаре и одушевљавају многе туристе. Плава пећина налази се на обали острва Капри, на југу Италије. Сунчева светлост, пролазећи кроз подводну шупљину обасјава морску воду и ствара плаву рефлексију која осветљава пећину.

## Историја
Према грчком географу Страбону Капри је једном био спојен са остатком Италије. То су потврдила новија географска и археолошка истраживања. Новија ископавања су показала да су људи на Каприју још од неолитика. У Енејиди Вергилије је тврдио да су Грци са Јонских острва населили Капри. Тацит је тврдио да је на Каприју било 12 царских вила. И Октавијан Август и Тиберије су ту имали низ вила. Цар Комод је 182. прогнао своју сестру Луцилу на Капри. Након пада Западнога Римскога царства Капри је био под контролом Напуља. Острво је било на удару бројних пиратских напада. Цар Лудвиг II је 866. предао острво Амалфију. Први бискуп је постављен 987. У 16. веку острво је било на удару Турака, Чувени турски адмирали Барбароса Хајредин паша и Тургут Реис су 1535. и 1553. пљачкали Капри. Наполеонова француска војска је јануара 1806. заузела острво. Британци су маја 1806. избацили Французе са Каприја и Капри претворили у јаку поморску базу ("други Гибралтар"). Међутим Британци су тада направили велику штету на археолошким ископинама. Жоашен Мира је поново 1808. освојио Капри и ту су Французи остали до 1815, када је Капри враћен Бурбонима Напуљске краљевине.
У другој половини 19. века Капри је постао популарно одредиште европских уметника, књижевника и других славних личности. Џон Сингер Сарџент и Франк Хајд су били истакнути уметници који су били на острву крајем 1870-их. На острву су имали виле Норман Даглас, Фридрих Алфред Круп, Курцио Малапарте, Аксел Мунте, Максим Горки, Емил фон Беринг и Кристијан Вилхелм Алерс.

## Капри у књижевности
Фасцинацију острвом Капри потакла је књига „Откриће Плаве Шпиље на острву Каприју“ немачкога сликара и писца Августа Копиша. У књизи је описао свој боравак на Каприју 1826. и откриће плаве шпиље.
Капри је познат и по краткој причи Самерсета Мома „Лотофаг“. У тој причи главни лик долази из Бостона на Капри на одмор и тако је био очаран Капријем да оставља посао и одлучује да остатак живота проведе у доколици на Каприју.
Клод Дебиси у наслову свога импресионистичкога дела спомиње Анакапри. Норман Даглас је написао роман о Каприју. Поред Дагласа и књижевник Жак Ферсена и песник Аугуст фон Платен долазе на Капри стварајући хомосексуалну заједницу.
Летонски романописац Јанис Јаунсудрабинш је написао 1939. роман „Капри“, у коме описује бициклистичке туре Максима Горкога и Аксела Мунтеа. Писац и шведски краљевски лекар Аксел Мунте (1857—1949) саградио је вилу на острву близу Анакаприја.

## Плава Пећина
Острво је окружено прстеном пећина а најпознатија је Плава пећина која представља незаобилазну туристичку атракцију острва. Позната је још из древних времена а касније је заборављена па поново откривена захваљујући сањивом уметнику који је на њу случајно налетео 1826. године. У унутрашњости пећине преламање светлости ствара невероватну боју и магичну атмосферу. Када једном искусите чари Каприја биће вам сасвим јасно зашто је ово острво било омиљено место императора Аугуста који је на овом острву боравио још 29 године п. н. е. Јулије Цезар и Тиберије су изградили летње виле на Каприју, а данас их следе многи туристи.
Пећина је специфична по светлости која се рефлектује од морске воде и обасјава пећину. Од ове светлости се стварају невероватне боје, због чега је пећина неизоставни симбол острва. Плава пећина, односно Азура (на италијанском) је најфасцинантнија од свих многобројних пећина на овом острву. Одсјај сунчеве светлости у пећини чини воду таквом да се боја прелива у свим бојама дуге. У пећину се улази малим чамцем који се налази у непосредној близини улаза у пећину. Када се нађете унутра, запањиће вас предиван поглед на невероватну плаву воду која заправо непрестано мења боје.
Пећина је дуга 60m и широка 25m. Пећински улаз је око два метра широк и један метар висок. Из тог разлога, улаз у пећину је омогућен само када је плима и када је море мирно. Приликом осеке, улаз у пећину постаје недоступан. Да бисте ушли у пећину, посетиоци морају да леже на дну чамца док веслач користи метални ланац везан за зидове пећине како би могао да управља чамцем унутар пећине. Купање у пећини је забрањено, како из безбедносних разлога тако из разлога да се сачува чистоћа воде.
Плава пећина је једна од неколико морских пећина широм света која је преплављена сјајном плавом и смарагдном светлошћу. Светлост у ову пећину долази преко једне мале рупе која се налази у зиду пећине, док се други извор светлости, рупа која се налази непосредно испод улаза а кроз коју може да уђе доста мање светлости.
Као светлост пролази кроз воду у пећину, црвене рефлексије су избачене и само плаво светло улази у пећину. Мехурићи узрокују да се светлост прелама другачије него што је то случај са околним водама и одају сребрни ефекат. 
Плава пећина је јединствена у свету. Била је позната још у 17. веку. Током Римског периода Плава пећина је коришћена као лични посед цара Тиберија односно као морски храм. Тиберије је прешао из римског главног града на острво Капри. Током Тиберијеве владавине, Плава пећина је украшена са неколико статуа. Вековима пећина је у прошлости била напуштена, страховали су од стране локалних помораца због постојања легенди о духовима и демонима који насељавају пећину. ситуација се променила давне 1826. године када је пећину поново открио један немачки писац и његов сапутник.

## Острво Капри
Капри је мало острво у Напуљском заливу, које већ деценијама важи за једну од посећенијих туристичких дестинација, одмаралиште светског џет-сета. На његовој обали, на врху његових стена, у невероватној природи, често су седели европски уметници, књижевници, који су у тишини, само уз шум мора и цвркут птица, стварали своја дела. И дан-данас се на Каприју могу срести бројни уметници, који са шеширом на глави, оловком иза увета и са свеском у руци траже свој кутак. Разлика је само што су им се сада придружили туристи из свих крајева света, који, разумљиво, нису успели да одоле јединственој лепоти Каприја.
Капри је удаљен 5 km од Напуља и 3 km од Сорентеа. До њега се може доћи трајектом или бродом, што представља пун погодак. Поглед на Капри са мора јединствен је доживљај. Трагови насељености датирају још из неолита. Острво Капри је било грчка колонија, која је током историје делила судбину Јужне Италије која је често мењала господара. На острву Капри налази се истоимени град, и насеље Анакапри. Капри је још од римских времена био чувен по својој лепоти. Централни трг острва задржао је сеоску архитектуру, а у новије време окружују га скупи бутици. И управо тај сјај прошлог и гламур модерног времена, једна је од карактеристика овог предивног острва. Атракција Каприја је Плава пећина, која посетиоцима пружа невероватан доживљај. Плава пећина један је од симбола острва; овде се кроз отвор у тврдој стени пробија светлост, која се рефлектује у провидној плавој води и ствара невероватне боје.

## Туризам
Капри је туристичко одредиште и за Италијане и за странце. Током 1950-их Капри је постао популарно одредиште међународнога џет-сета. Централни трг Каприја је задржао умерену сеоску архитектуру, али начичкан је скупим бутицима и ресторанима. За време лета има пуно туриста, најчешће једнодневних излетника из Напуља и Сорента.

### Туристичке атракције - Капри
- Фараљони, велике стене, су једно од најзначајнијих природних лепота острва. Ове стене су заправо једна од првих асоцијација на Капри. На обали, постоји плажа Фараљони и сматра се једном од најлепших плажа на острву. Постоји још неколико необичних стена у мору око острва, укључујући и једну која има лук.
- Анакапри је највиши град на острву и из њега се пружа предиван поглед на луку испод. У близини главног трга се налази жичара која вози путнике на планину Соларо, као и улица пуна продавница, од којих многе нуде дегустацију лимончела. Маслиново дрвеће, виногради и цвеће чине овај град типичним медитеранским градићем.
- Вила Сан Микеле у Анакаприју се налази на месту на ком се некада налазила вила цара Тиберија и саградио ју је шведски писац Аксел Мунте крајем 19. века. Делови старе римске виле су остали уграђени у атријуму и башти. Унутрашњост је уређена укусно, мешавином традиционалног локалног и шведског стила, са шведским намештајем и стотинама уметничких дела, од антиквитета до дела из 20. века. Ако обилазите вилу, не пропустите да посетите башту из које се пружа задивљујући поглед на литице, луку и море
- Капри је главни град острва. Трг Умберта И, познатији као Ла Пјацета, је централни трг на ком се налази мноштво кафића и катедрала Санто Стефана. Трг је увек пун људи, и дању и ноћу. У граду се налази и археолошки музеј.
- Ћертоза Сан Ђакома је манастир из 14. века у близини града Капри. У њему се налази музеј и библиотека и тамо се често одржавају концерти. У близини се налази предивна Ђардини Аугусто, баште цара Августа. Оданде се пружа и прелеп поглед на море.
- Марина Пикола, јужна лука, је препуна ресторана, и у близини се налази каменита плажа. У скоро сваком ресторану се налази тераса са које се пружа диван поглед на море, као и на стене Фараљони. На плажи се могу изнајмити лежаљке. До луке се може стићи аутобусом или таксијем.
- Остаци римске виле су заправо скуп остатака 12 вила које је саградио цар Тиберије, укључујући и Вилу Јовис, на фантастичној локацији на планини Тиберио, а најпознатија, најпосећенија и најзанимљивија је Морска палата и Тиберијева купатила у близини Марине Гранде.
- Феничанске степенице су степенице од 800 степеника које повезују Анакапри са морем и са којих се пружа прелеп поглед.

Јужни драгуљ, разгледница лепоте, Капри је једна од најлепших и најпопуларнијих дестинација у Италији. Лепота природе Каприја, али и стварне атракције попут Плаве пећине су нестварне.

## Галерија
- Капри
- Шпиља Меравиљоза
- Природни лук
- Сан Ђакомо
- Марина Пикола из Августовога врта
- Монте Тиберио
- Капри
- Унутар „Плаве шпиље“